# Strzelaniny w Joliet (2024)
Strzelaniny w Joliet – seria trzech strzelanin, która miała miejsce 21 stycznia 2024 roku w amerykańskim mieście Joliet w stanie Illinois i w jego okolicach. W wyniku ataków zginęło łącznie 9 osób, wliczając sprawcę, a 1 została ranna; była to najkrawsza masowa strzelanina w historii stanu Illinois.

## Przebieg
Pierwsza strzelanina miała miejsce około godz. 16:15 przy ulicy Davisa 200 w Joliet gdy sprawca postrzelił w nogę mężczyznę, z którym wcześniej się pokłócił. Około 10 minut później doszło do następnej strzelaniny, tym razem w miejscowości Preston Heights nieopodal Joliet gdzie napastnik zaatakował 28-letniego mężczyznę w kompleksie mieszkaniowym; ofiarę przewieziono do szpitala, ale zmarła w wyniku odniesionych obrażeń.
Policjanci wkrótce ustalili tożsamość sprawcy i po około 12 godzinach od strzelanin (już następnego dnia) weszli do jego mieszkania gdzie odkryli martwe ciała członków jego rodziny, 47-letniej Tameki Nance i 35-letniego Williama Estersa II. Następnie sprawdzili jeszcze sąsiedni dom, w którym mieszkali członkowie rodziny sprawcy oraz jeden z ich przyjaciół. W jego wnętrzu znaleziono pięć martwych osób – wszyscy zginęli od ran postrzałowych, sama zbrodnia zdarzyła się prawdopodobnie kilka godzin wcześniej.
Ofiary strzelaniny to:

1. Toyosi Bakare (lat 28)
2. Christine Esters (lat 37)
3. William Esters II (lat 35)
4. Alexandria Nance (lat 20)
5. Alonnah Nance (lat 16)
6. Angel Nance (lat 14)
7. Joshua Nance (lat 31)
8. Romeo Nance (lat 23)
9. Tameka Nance (lat 47)

## Sprawca
Sprawcą zbrodni był 23-letni Afroamerykanin Romeo Nance, który po dokonaniu serii ataków zbiegł z miejsca zdarzenia i udał się aż do Teksasu, gdzie zginął w wymianie ognia z policją w miejscowości Natalia ok. godz. 20:30 następnego dnia po dokonaniu strzelanin; motywy zbrodni nie są znane.

## Następstwa
Prezydent USA Joe Biden wydał oświadczenie, w którym zapewnił, że modli się za rodziny ofiar oraz ponowił apel o zaostrzenie dostępu do broni w USA.
9 lutego 2024 roku dziewczynie sprawcy masakry postawiono zarzut obstrukcji wymiaru sprawiedliwości; nie przyznała się ona do winy, sąd zdecydował o jej tymczasowym umieszczeniu w areszcie domowym.